# Verrucaria italica
Verrucaria italica är en lavart som först beskrevs av B. de Lesd., och fick sitt nu gällande namn av Servít. Verrucaria italica ingår i släktet Verrucaria och familjen Verrucariaceae.   Inga underarter finns listade i Catalogue of Life.